# Villerserine
Villerserine – miejscowość i gmina we Francji, w regionie Burgundia-Franche-Comté, w departamencie Jura.
Według danych na rok 1990 gminę zamieszkiwało 45 osób, a gęstość zaludnienia wynosiła 16 osób/km² (wśród 1786 gmin Franche-Comté Villerserine plasuje się na 698. miejscu pod względem liczby ludności, natomiast pod względem powierzchni na miejscu 974.).